# Phoque commun
Phoca vitulina
« Veaux marins » redirige ici.  Pour l'archipel de Saint-Pierre-et-Miquelon, voir Veaux Marins.
Espèce
Répartition géographique
Statut de conservation UICN

 LC  : Préoccupation mineure
Le phoque veau-marin, ou phoque commun (Phoca vitulina), est un mammifère marin carnivore de la famille des phocidés.
Son espérance de vie peut atteindre 25 ans pour le mâle, et 35 ans pour la femelle ; elle varie fortement selon les zones de vie et les sous-populations ou sous-espèces. Sur les sites de reposoir ou d'échouerie, à marée basse, il peut adopter la position caractéristique en « arc » ou en « banane », la tête dressée et les membres postérieurs relevés et serrés ensemble, hors de l'eau, afin de limiter le contact avec le sol humide et froid (banc de sable, rocher, goémon) et permettre son séchage, retardant ainsi au maximum son déplacement dû à la hauteur d'eau. À marée haute, il peut prendre une position « en bouteille » (à la verticale, la tête à la surface de l'eau, pour se préparer à sa plongée).
Le nom de « veau marin » ne doit pas être confondu avec celui de « veau de mer », qui désigne aussi le requin-taupe.

## Sous-espèces
Cette espèce de phoque était précédemment divisée en cinq sous-espèces de phoques veaux-marins / communs :
- Phoca vitulina concolor, qui vit sur les côtes islandaises, de l'est du Groenland, et de l'est de l'Amérique du Nord (du Canada jusqu'aux États-Unis). [cette sous-espèce n'est actuellement plus reconnue en tant que telle par la communauté scientifique]
- Phoca vitulina richardii, qui vit devant le littoral du Pacifique en Amérique du Nord (de l'Alaska au Mexique).
- Phoca vitulina stejnegeri, qui fréquente les côtes ouest de l'océan Pacifique (îles Kouriles, Kamtchatka, Japon…). [cette sous-espèce n'est actuellement plus reconnue en tant que telle par la communauté scientifique]
- Phoca vitulina vitulina, qui ne fréquente que les côtes de l'Atlantique (Europe, Amérique du Nord, mer de Barents).
- Phoca vitulina mellonae, qui est un des rares phoques d'eau douce. Cette sous-espèce est endémique des lacs des Loups Marins. La population est estimée à 500 individus ; elle a été déclarée en voie de disparition par le COSÉPAC[2].

Cependant, il a été récemment admis que seules trois de ces sous-espèces sont actuellement reconnues : le phoque veau-marin / commun du Pacifique (Phoca vitulina richardii), le phoque veau-marin / commun de l'Atlantique (Phoca vitulina vitulina), et le phoque veau-marin / commun de l'Ungava (Phoca vitulina mellonae). En effet, des analyses génétiques ont montré que la précédente sous-espèce Phoca vitulina concolor est paraphylétique et ne présente pas de différence morphologique significative entre l'Est et l'Ouest Atlantique (i.e. peu de différences avec la sous-espèce Phoca vitulina vitulina). Il a aussi été montré que la précédente sous-espèce Phoca vitulina stejnegeri ne forme pas un lignage séparé de l'ADN mitochondrial (ADNmt) par rapport à la sous-espèce Phoca vitulina richardii, ce qui signifie que celle-ci ne représente pas une sous-espèce valide en l'état actuel, ou que les catégories de sous-espèces doivent être réévaluées.

## Description

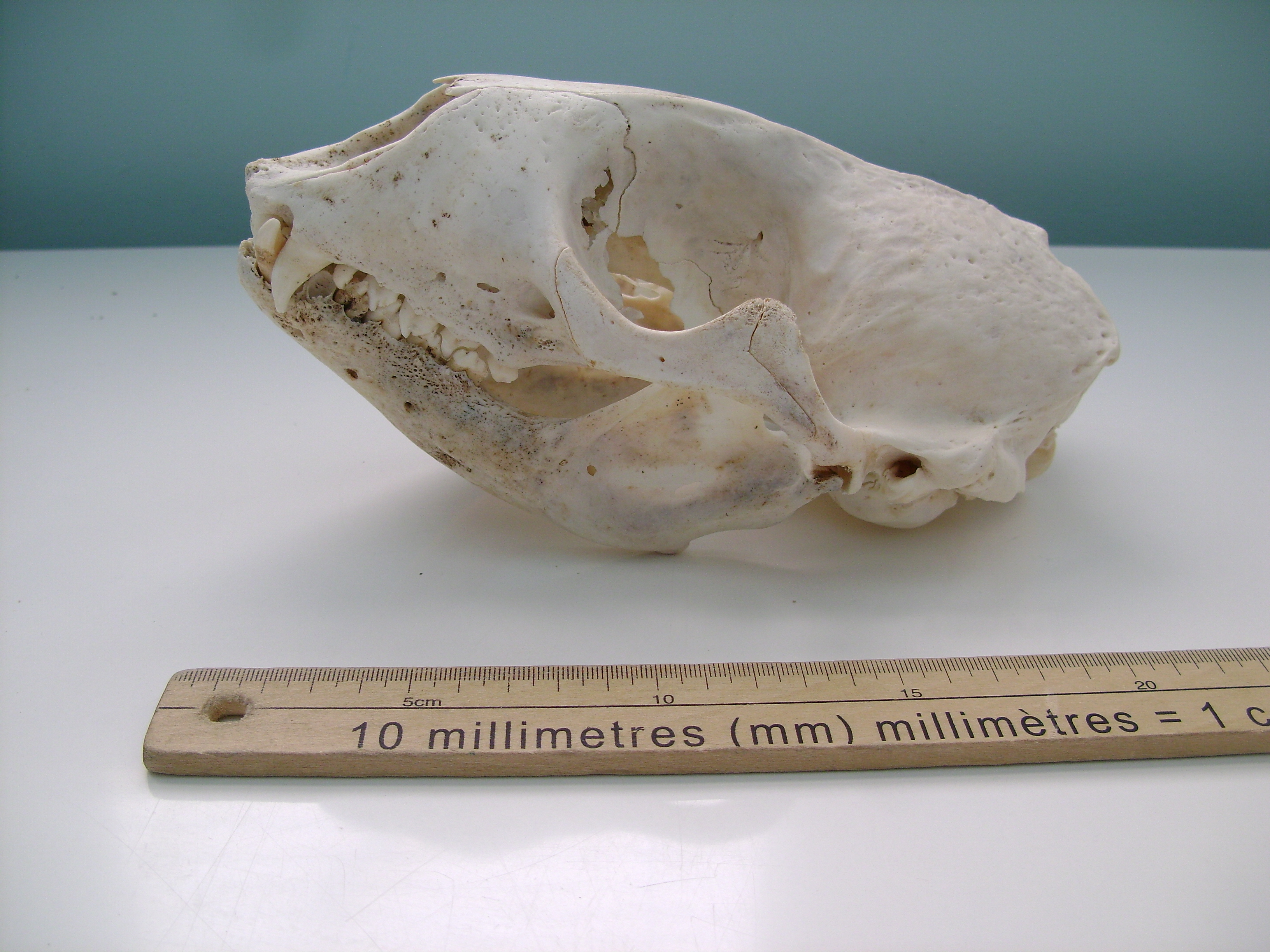
Crâne de Phoca vitulina.

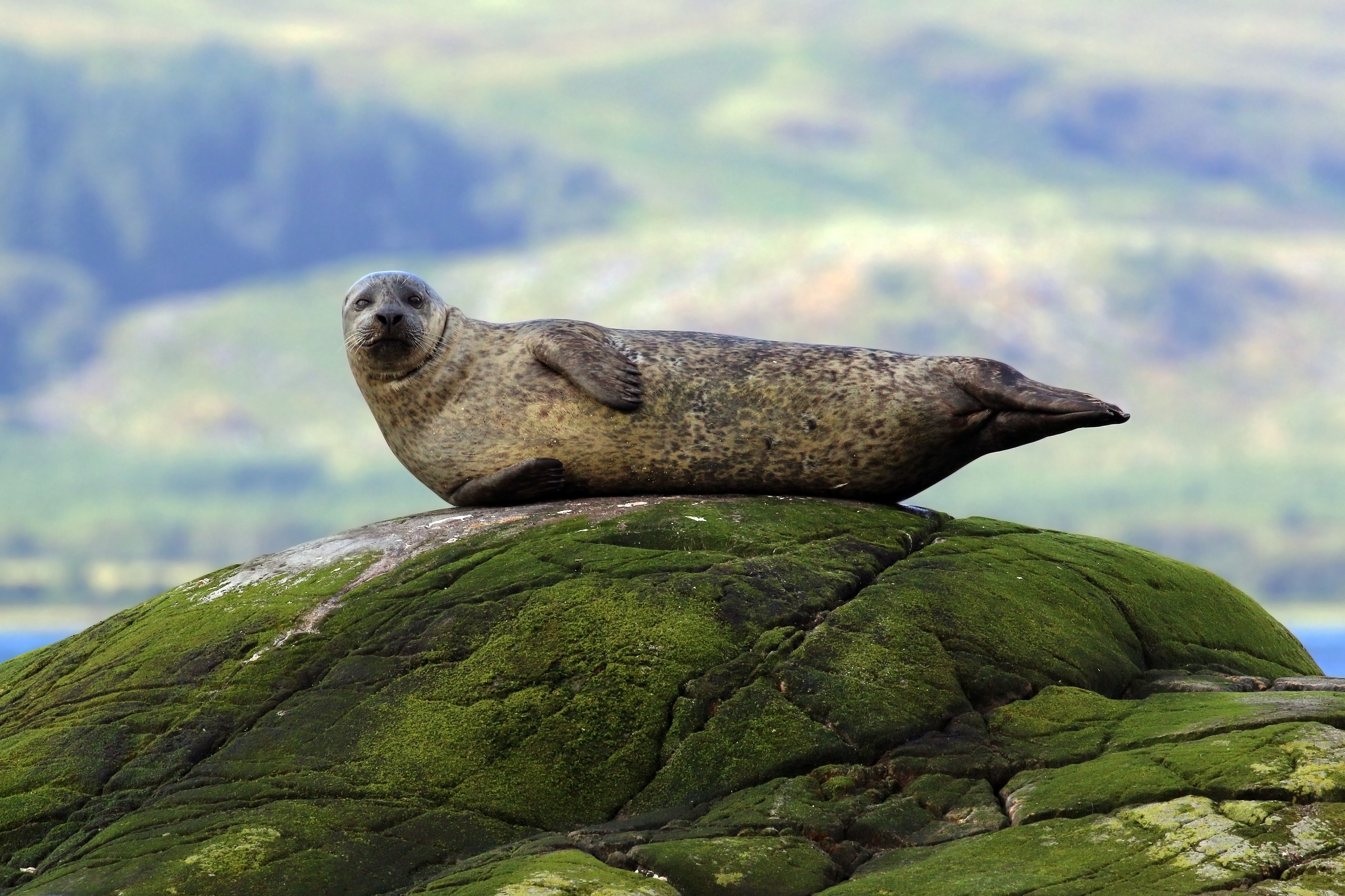
Phoque commun à Lismore (Écosse).

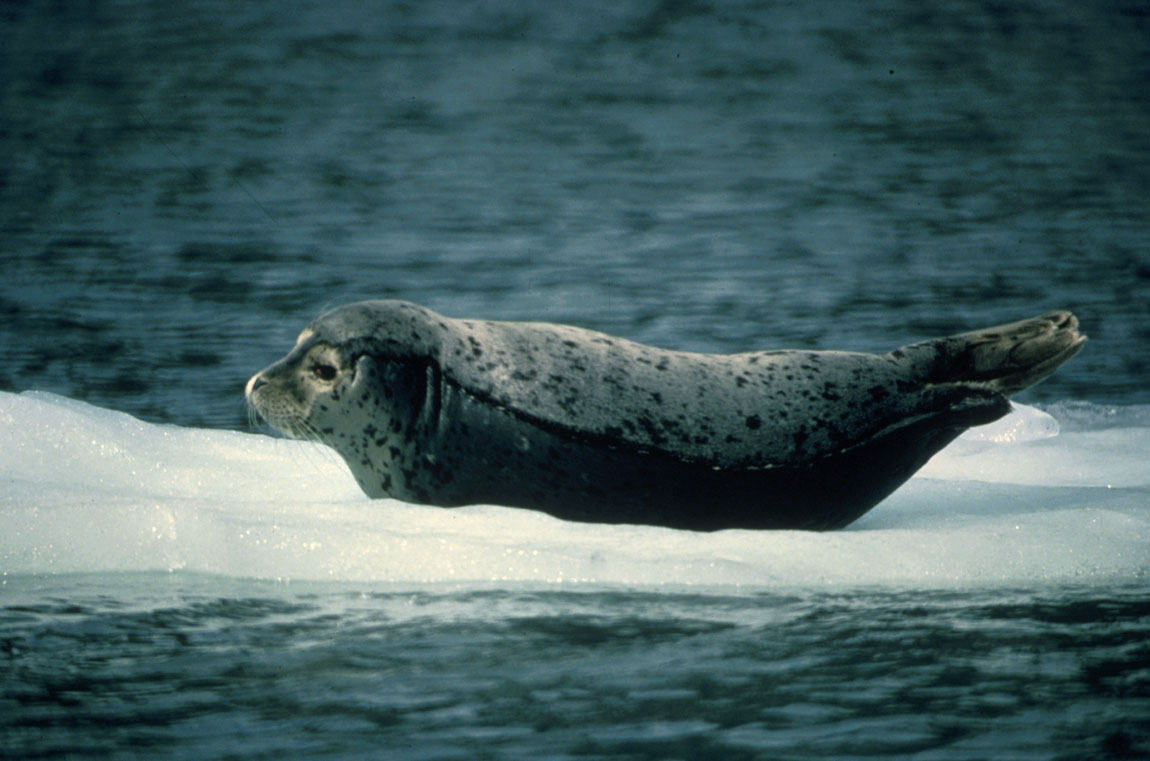
Position en arc du phoque commun.

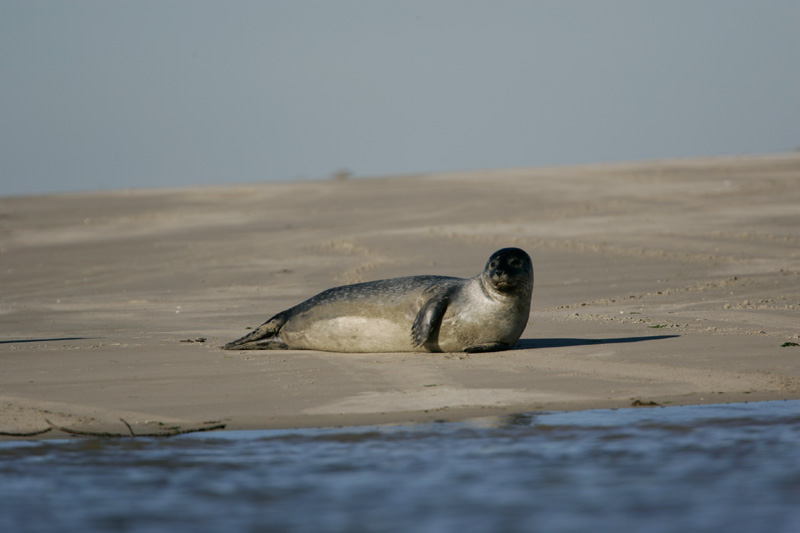
Phoque en baie de Somme.

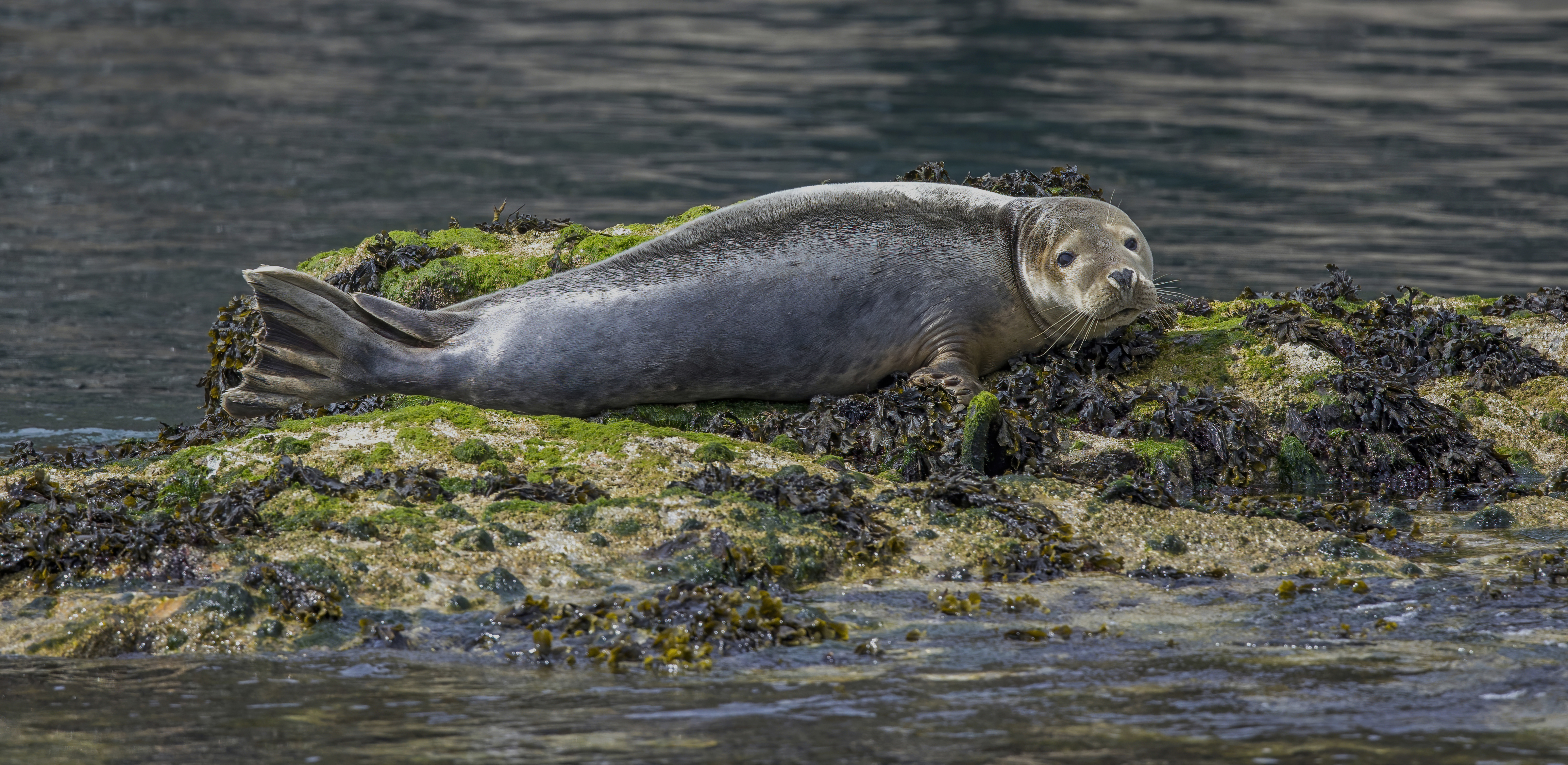
Jeune phoque commun sur la côte sud de Skomer (pays de Galles).

Le mâle mesure de 160 à 190 cm de long pour un poids allant de 80 à 170 kg. La femelle mesure de 160 à 170 cm pour un poids de 60 à 145 kg. Le pelage varie du gris au brun-clair, plus ou moins tacheté. La tête est arrondie avec un net décrochement entre le front et le museau, et des narines en forme de « V ».
Rien n'échappe à un phoque veau marin, grâce à ses vibrisses (« moustaches »). Celles-ci sortent de follicules, des cavités cellulaires contenant environ dix fois plus de terminaisons nerveuses que celles des moustaches d'un rat. Selon Wolf Hanke, spécialiste de la biologie sensorielle à l'université de Rostock, les vibrisses des phoques se sont adaptées sur plus de 25 millions d'années pour parvenir à interpréter les moindres changements dans les mouvements de l'eau. Les phoques peuvent ainsi détecter les traces d'un objet dans l'eau calme même trente secondes après son passage. Des tests ont révélé qu'ils distinguaient aussi la forme et la taille des objets à l'aide de leurs seules vibrisses.
Il plonge facilement jusqu'à 20 m et, si nécessaire, à plus de 50 m de fond ; il reste en apnée pendant trois minutes en moyenne, et jusqu'à dix minutes.

## Alimentation
Le jeune phoque se nourrit du lait de sa mère, très riche. Les individus adultes ont un régime alimentaire généraliste, qui peut se composer d'un large panel de proies (poissons, céphalopodes, voire crustacés), et qui varie en fonction de la disponibilité en proies dans l'environnement (potentiellement variable en fonction des sites d'étude et/ou des saisons).
Le phoque commun est principalement piscivore : il consomme chaque jour entre 2 et 3 kg de poisson (hareng, bar, anchois, merlan, morue de l'Atlantique, plie, sole, saumon, cabillaud). Il consomme volontiers des crustacés (crevettes, etc.), des céphalopodes (calmars, etc.) et d'autres mollusques (jusqu'à 4 kg par jour quand les proies sont abondantes, pour les gros individus). Il ne mâche pas sa nourriture, mais peut déchiqueter les proies trop grosses à avaler ou difficiles à digérer.

## Reproduction

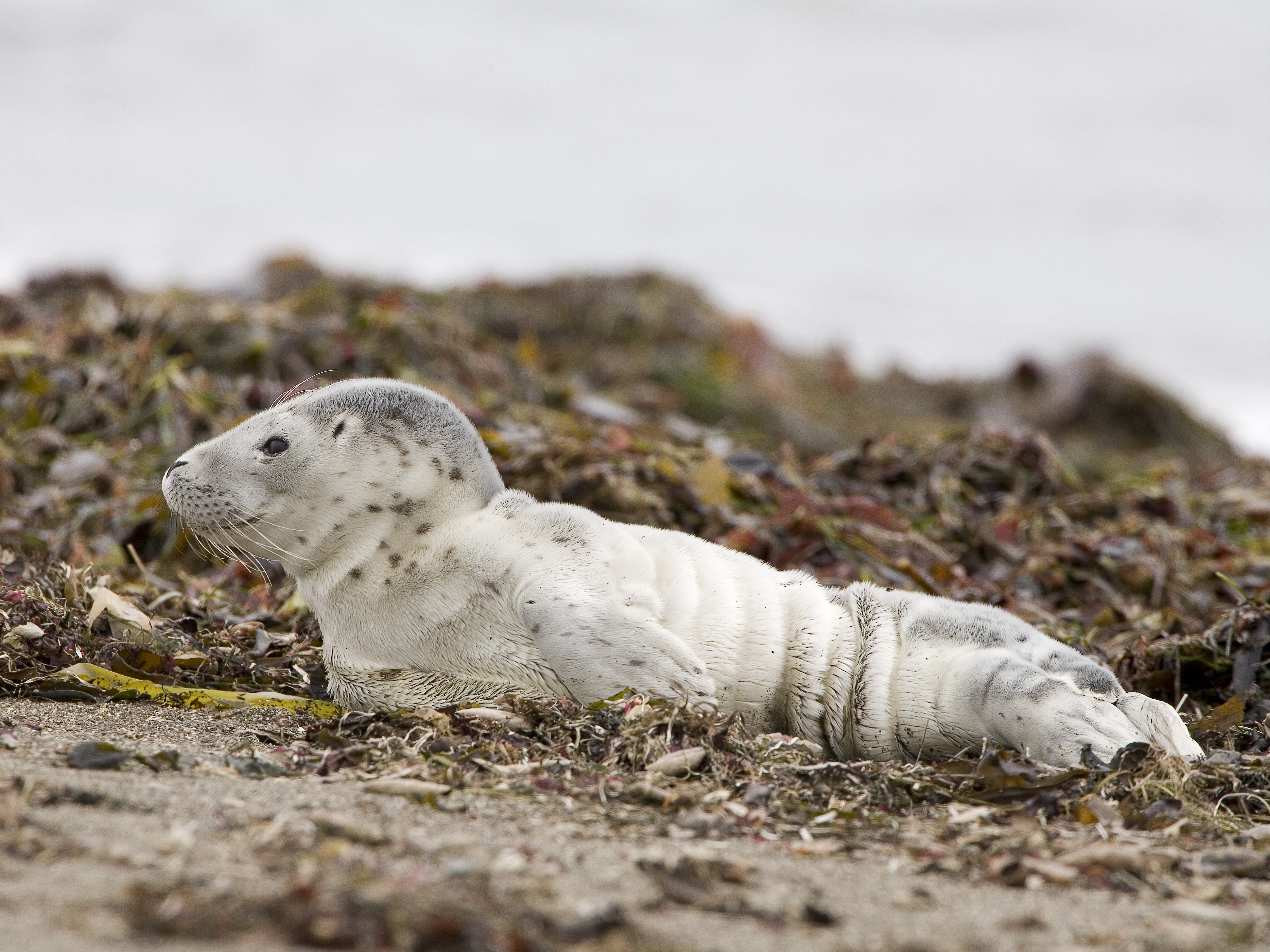
Bébé phoque.

La maturité sexuelle est atteinte entre 4 et 7 ans pour les mâles, et plus tôt pour les femelles, entre 3 et 6 ans. Elle semble effective pour la femelle quand elle dépasse le poids de 50 kg et pour le mâle quand il dépasse les 75 kg.

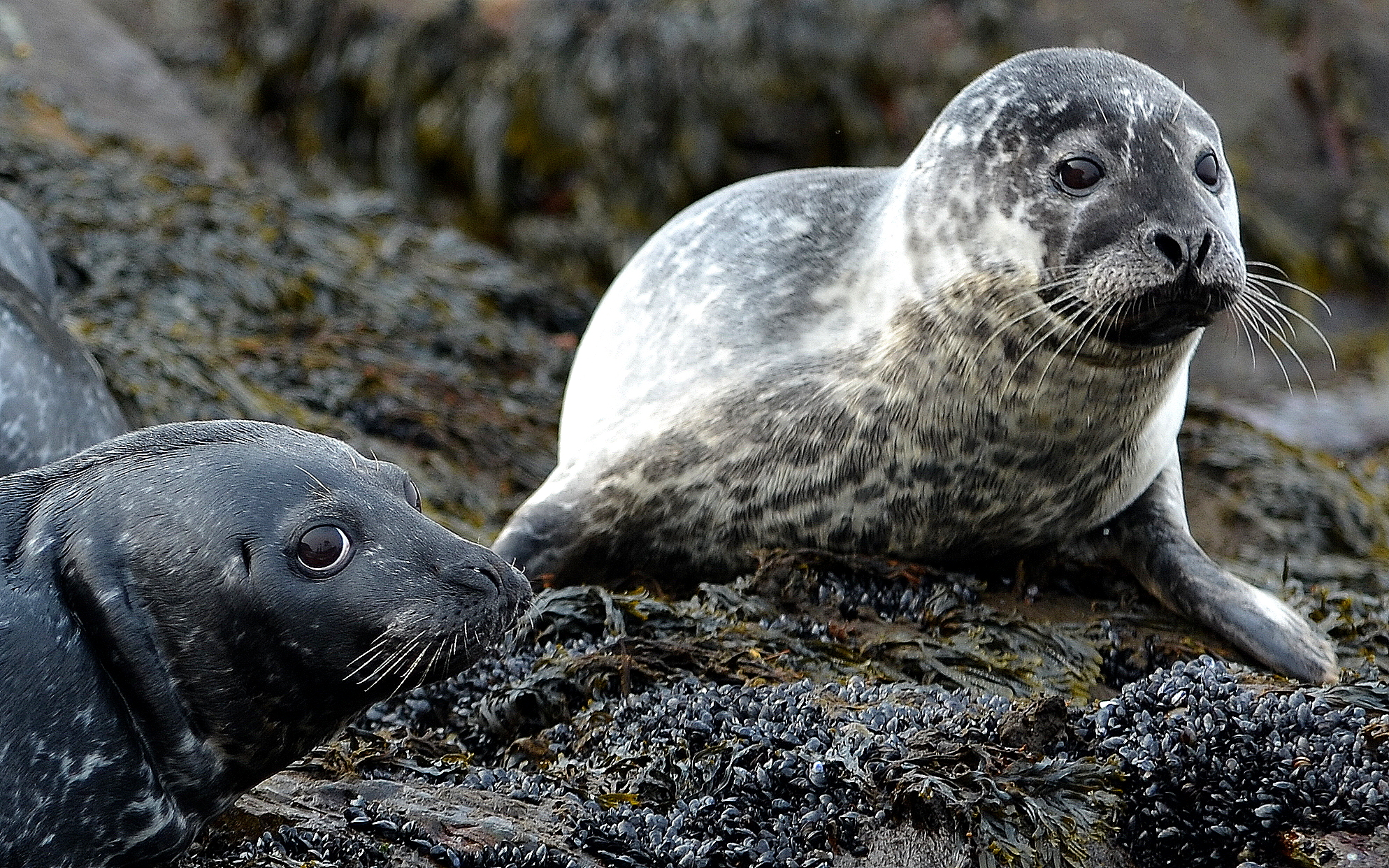
Phoques à Saint-Pierre-et-Miquelon (2018)

L'accouplement a plutôt lieu dans l'eau. Un mâle peut s'accoupler avec plusieurs femelles. La saison des amours est double : printemps et début de l'automne. La femelle peut différer de deux mois l'implantation de l'embryon. La gestation dure environ 9,5 mois, parfois 11 mois en raison du phénomène d'implantation retardée. Il n'y a généralement qu'un seul petit (exceptionnellement deux), de 9 à 13 kg (11 kg en moyenne) pour 70 à 90 cm. La femelle met toujours bas sur le rivage. Les petits savent nager et plonger en apnée quelques heures après la naissance. Le mâle ne participe pas aux soins parentaux. L'allaitement dure de 3 à 4 semaines  .

## Répartition et habitat
Ce phoque, autrefois commun, est encore présent sur le littoral des océans de l'hémisphère nord (Atlantique et Pacifique). Il vit sur le plateau continental, qu'il explore à marée haute à la recherche de proies.
Il accoste à marée basse sur les bancs ou sur les parties émergées des estuaires, appelées « reposoirs » (« échoueries » au Québec), et qu'il utilise également pour se reproduire et muer. La période de mue a lieu en été (juillet à septembre) et peut durer de trois à quatre semaines. On le voit quelquefois dans les ports, et des individus remontent parfois les fleuves.
En France, le phoque commun et le phoque gris sont les deux espèces de phocidés qu'il est possible d'observer régulièrement, sur certaines plages du Nord et du Nord-Ouest, notamment dans la baie de Somme, qui constitue sa principale zone de reproduction. En revanche, la présence du phoque marbré est exceptionnelle dans ce pays. La population de phoques communs de la baie de Somme, visible à la pointe du Hourdel, s'est reconstituée après une phase de régression pour devenir la principale colonie de France. Elle regroupe aujourd'hui plus de 50 % de la population de France métropolitaine. On peut en voir en baie de Saint-Brieuc. On rencontre également des phoques en Baie d'Authie. La colonie la plus importante en outre-mer de trouve à Saint-Pierre-et-Miquelon.

## État de conservation et menaces
Globalement, la population de phoque commun est estimée à 315 000 individus. L'UICN lui a attribué le statut « En voie de disparition ». Toutefois, le statut de certaines sous-espèces, particulièrement Phoca vitullina mellonae, est minime.
Au Québec, la population de la sous-espèce Phoca vitullina mellonae, confinée aux lacs des Loups Marins, est estimée à aussi peu que 80 à 100 individus. En raison de sa population petite et confinée, le COSÉPAC lui a attribué le statut «en voie de disparition» en 2007.
En France, les « pétardage » de munitions non explosées (dont armes chimiques de la Première Guerre mondiale récupérées par les démineurs dans les anciennes zones rouges du nord de la France) ont été interdits en baie de Somme, et la qualité bactériologique de l'eau a été fortement améliorée sur tout le littoral par la construction ou mise aux normes des stations d'épuration.
Néanmoins, si certains polluants comme le cadmium ont fortement régressé en Manche/Mer du Nord, d'autres, dont le mercure, les dioxines et les PCB, qui peuvent affecter la santé des phoques, restent préoccupants. Ces mammifères marins ne sont pas à l'abri d'une éventuelle catastrophe maritime en Manche ou dans le pas de Calais, où le trafic maritime marchand est le plus important au monde[réf. nécessaire].
Le dérangement par un public voulant les approcher de trop près est aussi une source de stress et de fatigue pour l'espèce. Pour cette raison, il est recommandé de ne pas tenter de les approcher à moins de 300 mètres quand ils se reposent sur des bancs ou dans l'estuaire.
Les phoques, comme les dauphins ou marsouins peuvent aussi être piégés par des filets de pêche, actifs ou abandonnés, mais moins facilement semble-t-il que les petits cétacés[réf. nécessaire].
Des phoques ont été victimes de braconnages ces dernières années.
Les changements climatiques, par leur impact sur les ressources alimentaires, pourraient aussi affecter cette espèce.

## Interactions avec les activités humaines
Une colonie a en Colombie-Britannique, près de l'Alaska, récemment acquis un nouveau comportement (assimilable à de la « surprédation ») en apprenant à utiliser l'éclairage nocturne pour mieux s'emparer des jeunes saumons qui descendent vers la mer.
Des dizaines de phoques se regroupent chaque printemps sous deux grands ponts (parallèles) qui enjambent la Puntledge River, près de la ville de Courtenay en Colombie-Britannique. Ils se positionnent dans le sens du courant, ventre en l'air, forment une barrière vivante et interceptent et avalent des milliers de smolts (salmonidés juvéniles) lors de leur dévalaison de nuit vers la mer. Ils le font avec un taux de prédation très anormalement élevé, qui affecte la dynamique des populations de plusieurs espèces de salmonidés (La Puntledge River était historiquement l'une des zones les plus riches en saumon chinook de Colombie-Britannique, mais en 1995, seuls 208 chinooks ont été comptés en dévalaison). La tentative de perturber le comportement de ces phoques en posant en travers de la rivière une barrière mécanique maintenue par des flotteurs de liège a été un échec. Un dispositif d'effarouchement acoustique (pinger) a également été essayé.
Le fait d'éteindre l'éclairage du pont a été plus efficace que de poser une barrière mécanique pour limiter cette surprédation. Le dispositif acoustique a été encore plus efficace, mais il pourrait laisser des séquelles auditives aux phoques qui tenteraient de l'affronter, et on ignore s'il peut affecter d'autres espèces. Ce comportement innovant et de groupe est une conséquence inhabituelle du phénomène dit de pollution lumineuse, également constaté chez certaines espèces de chauve-souris qui ont appris à profiter des lampadaires pour se nourrir plus facilement (au risque de transformer la zone en un « puits écologique » et de finir par manquer de nourriture, après avoir ainsi piégé et mangé la plupart des insectes nocturnes en âge de se reproduire dans les environs).

## Galerie

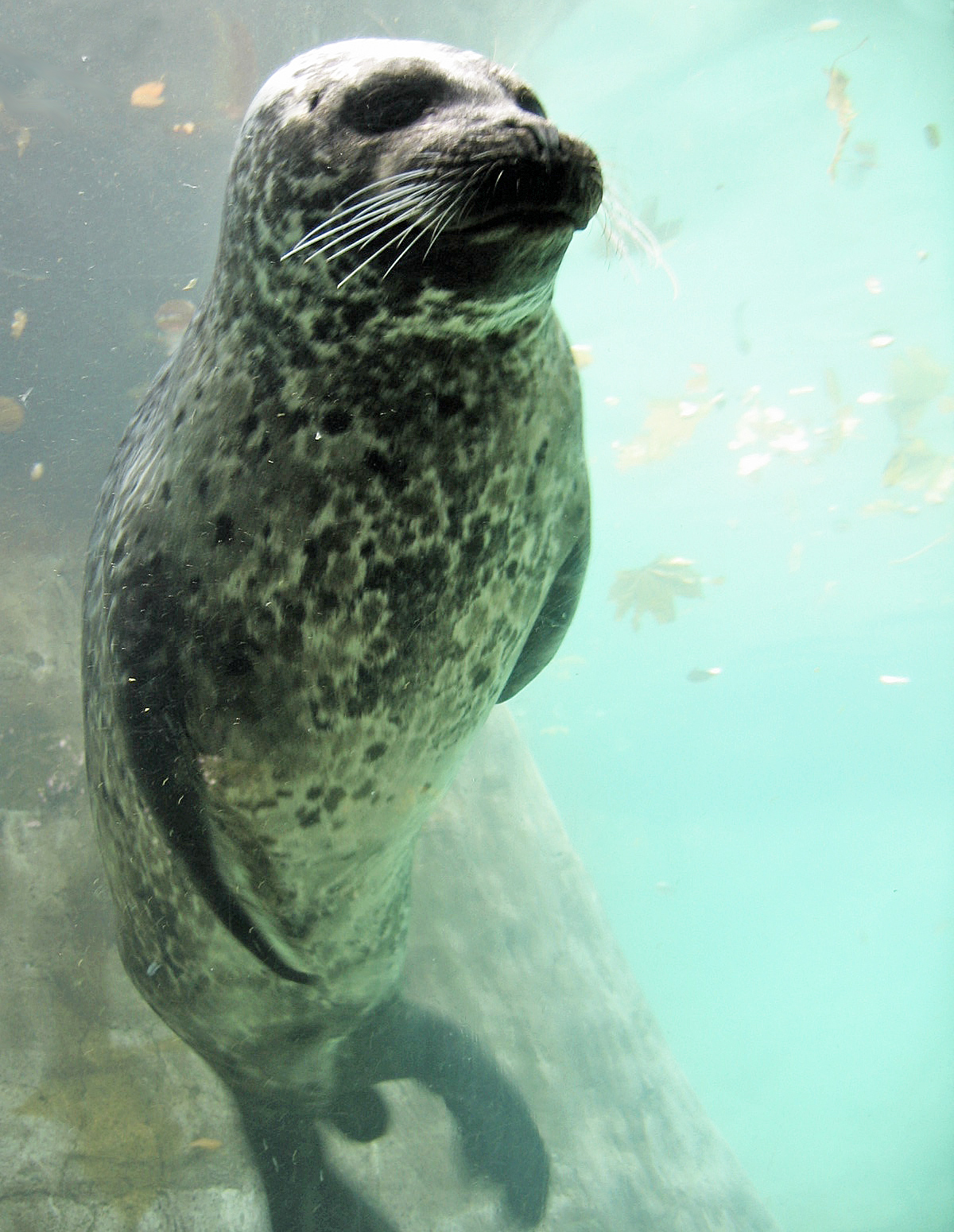
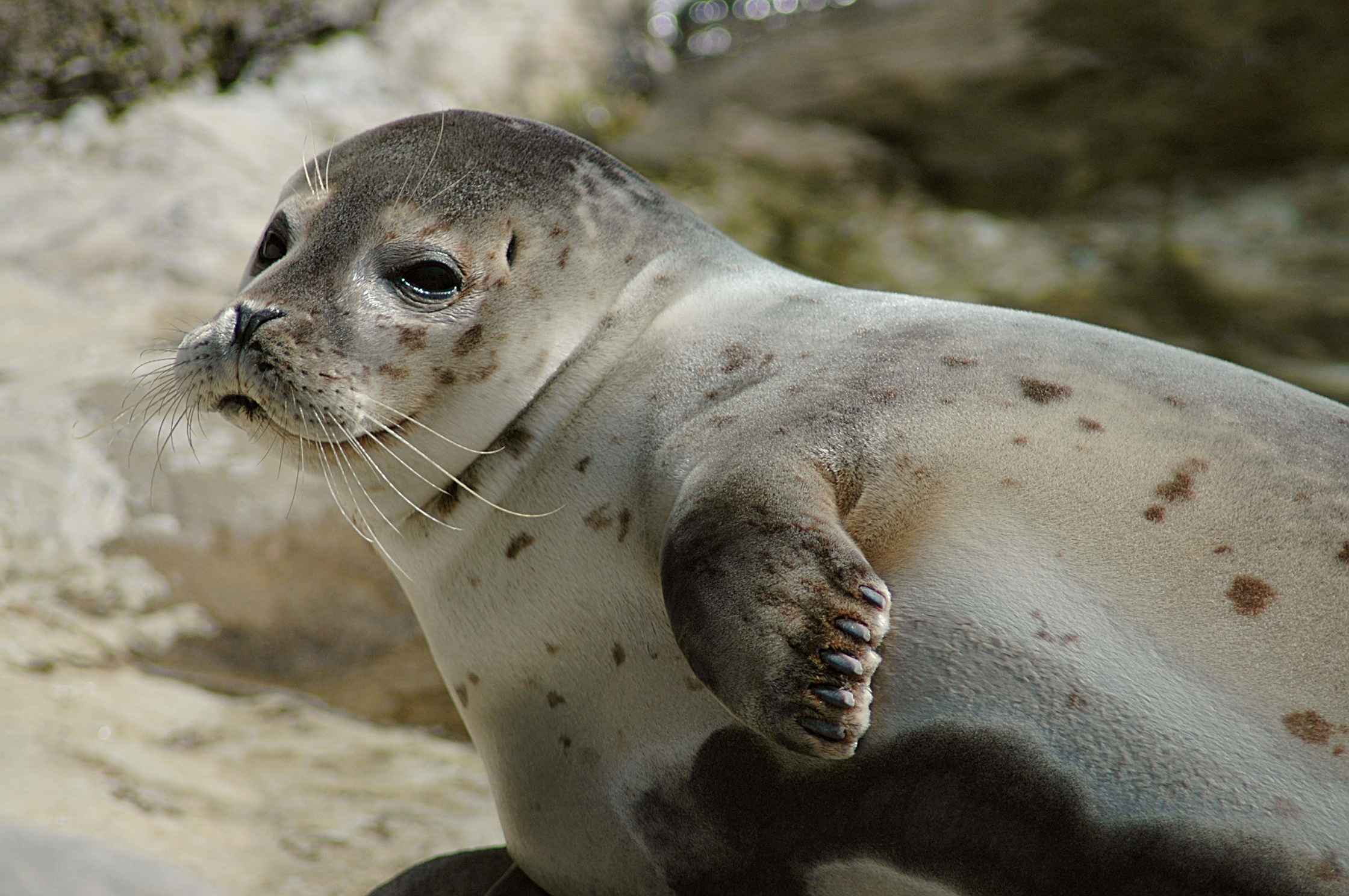
Phoque commun.
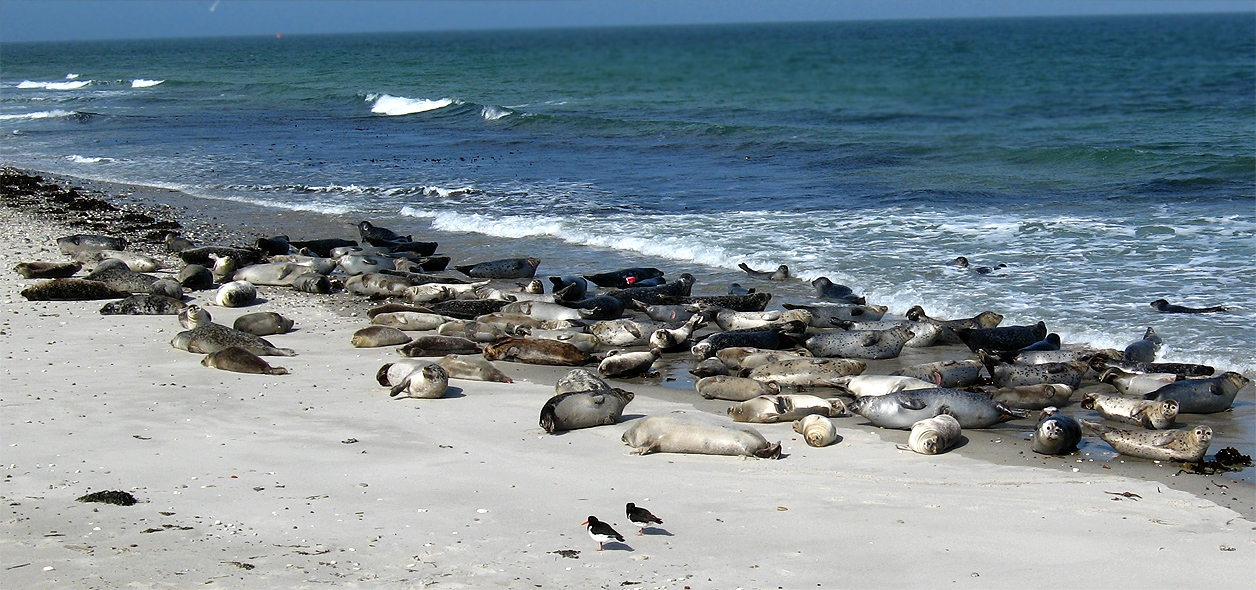
Colonie de phoques communs.
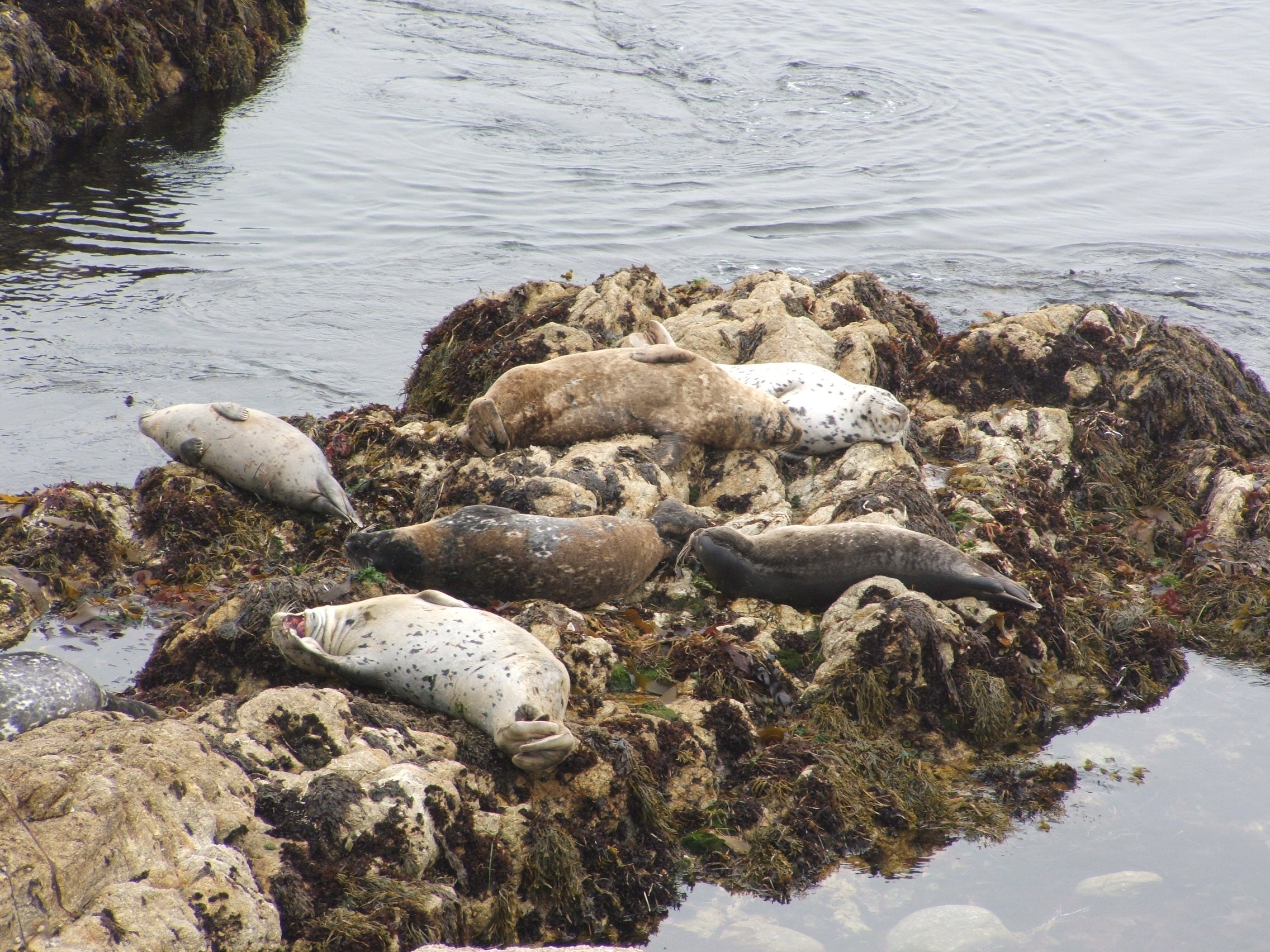
Groupe de phoques communs.
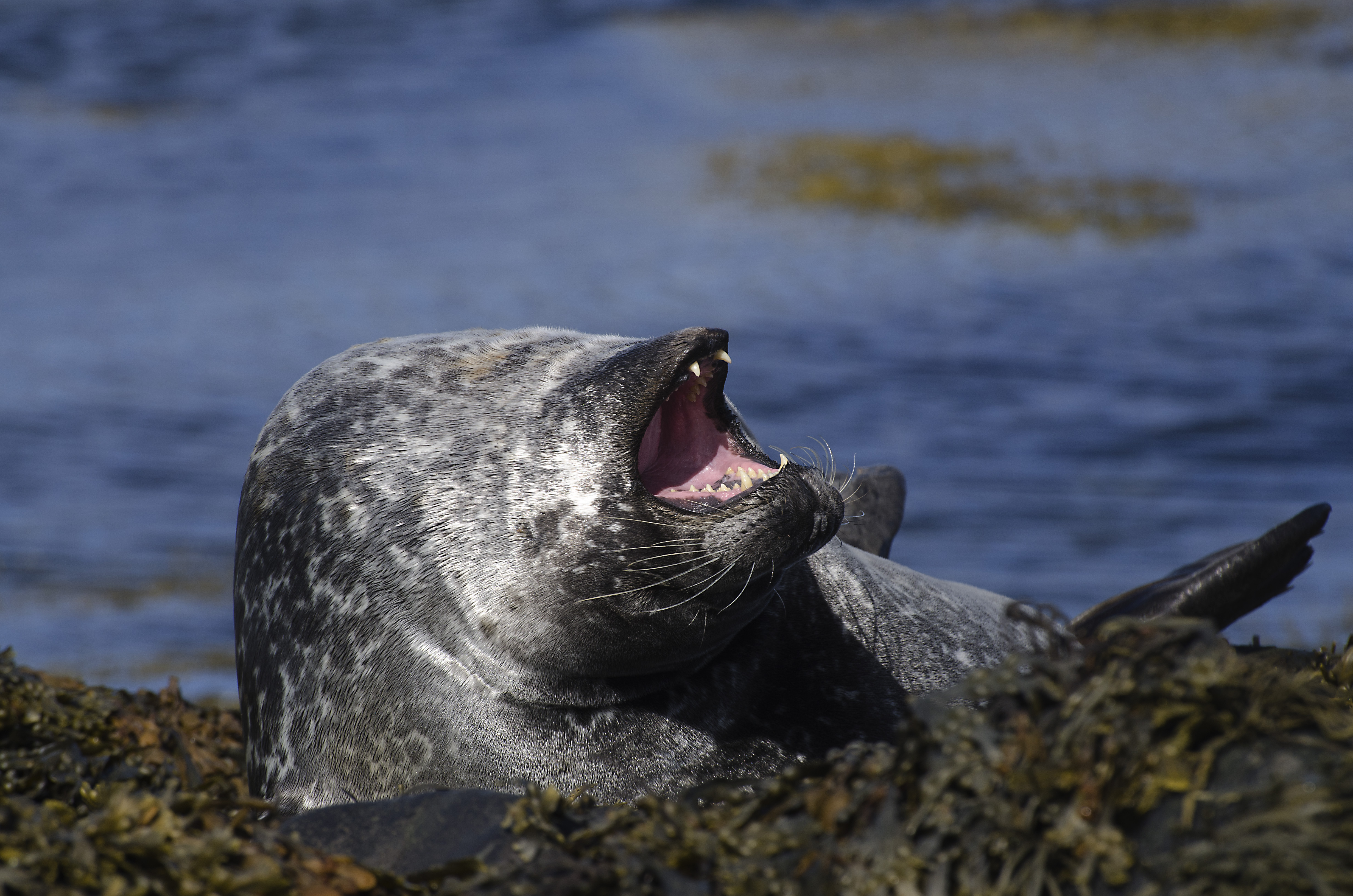

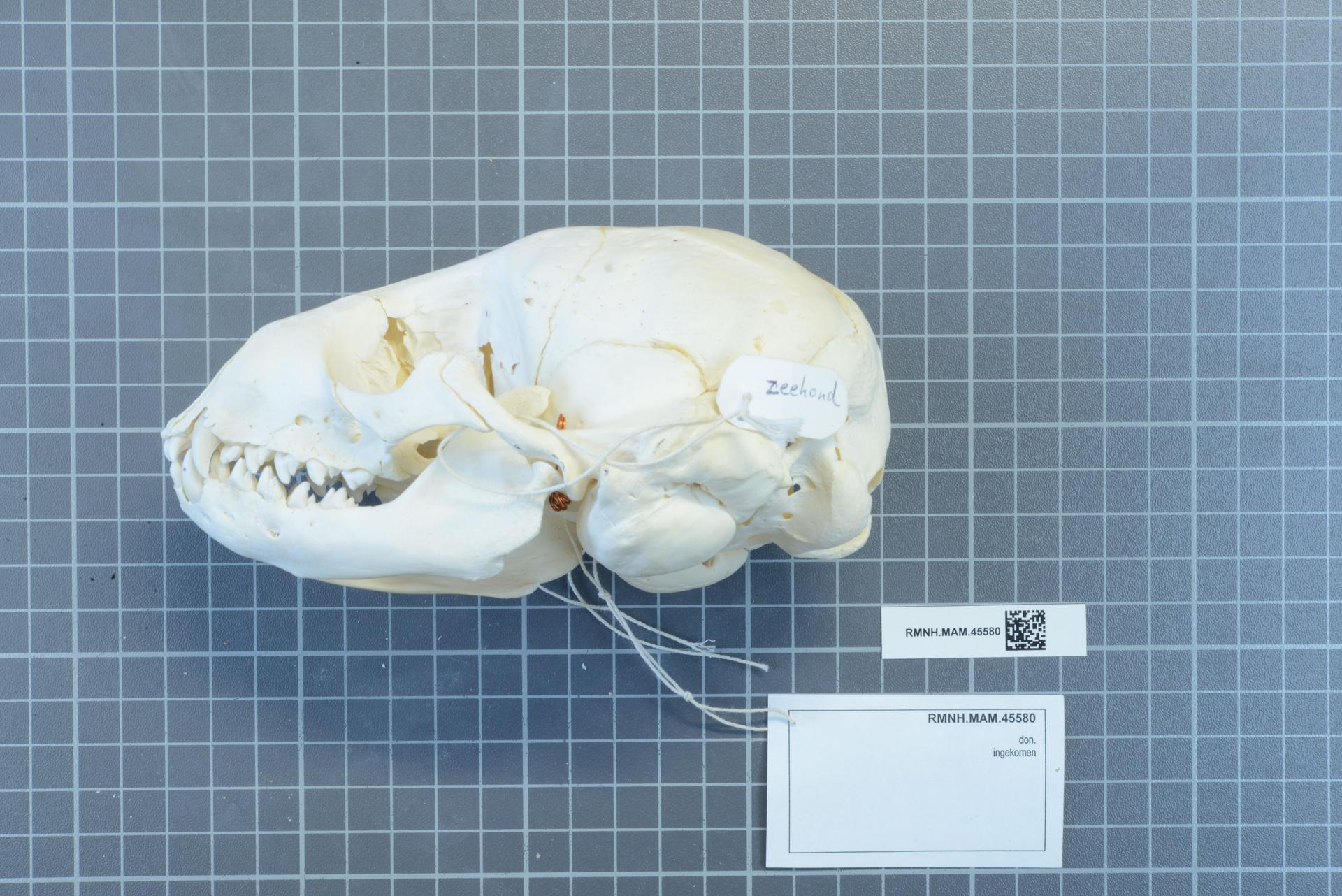
Crâne.
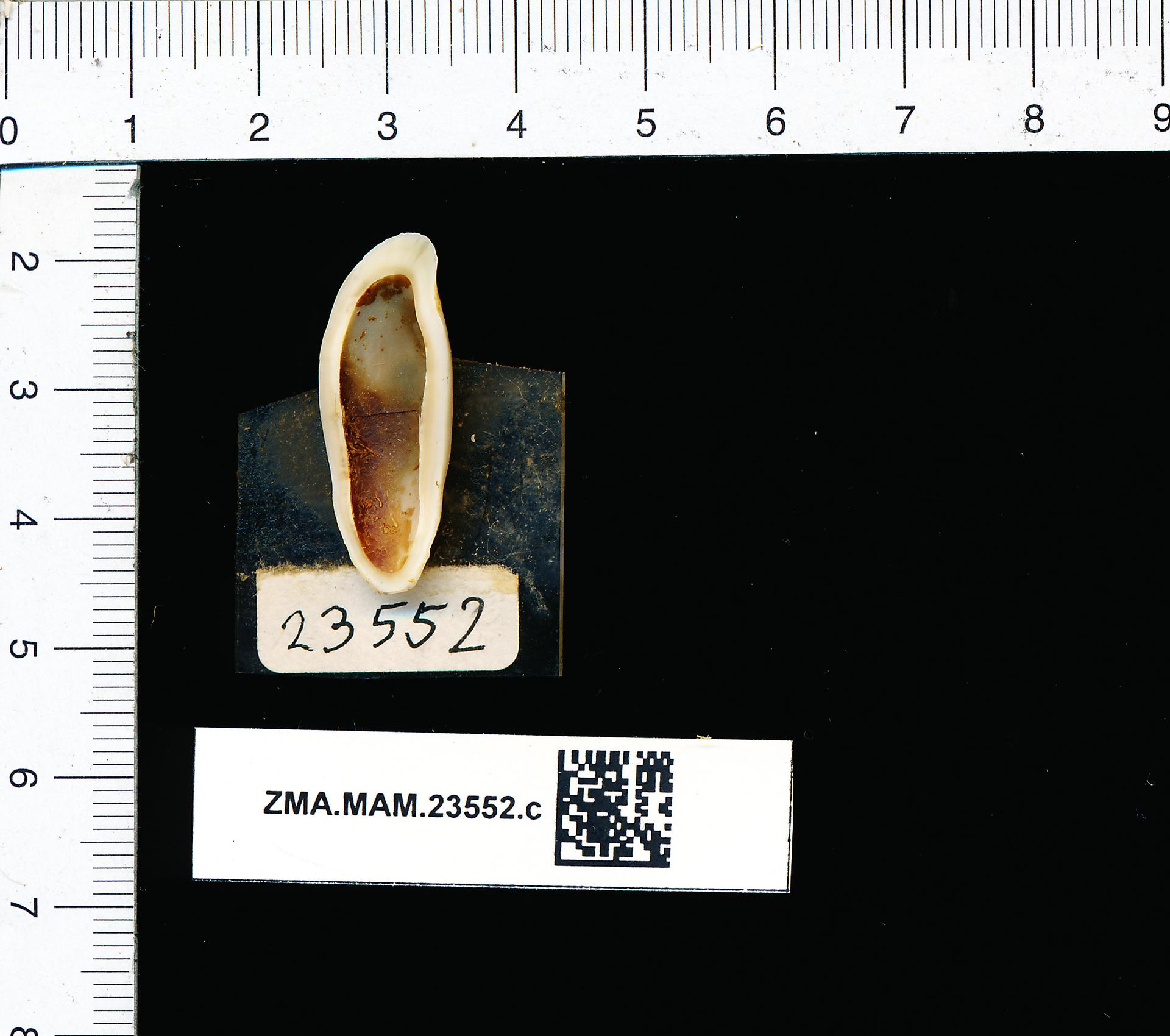
Dent.
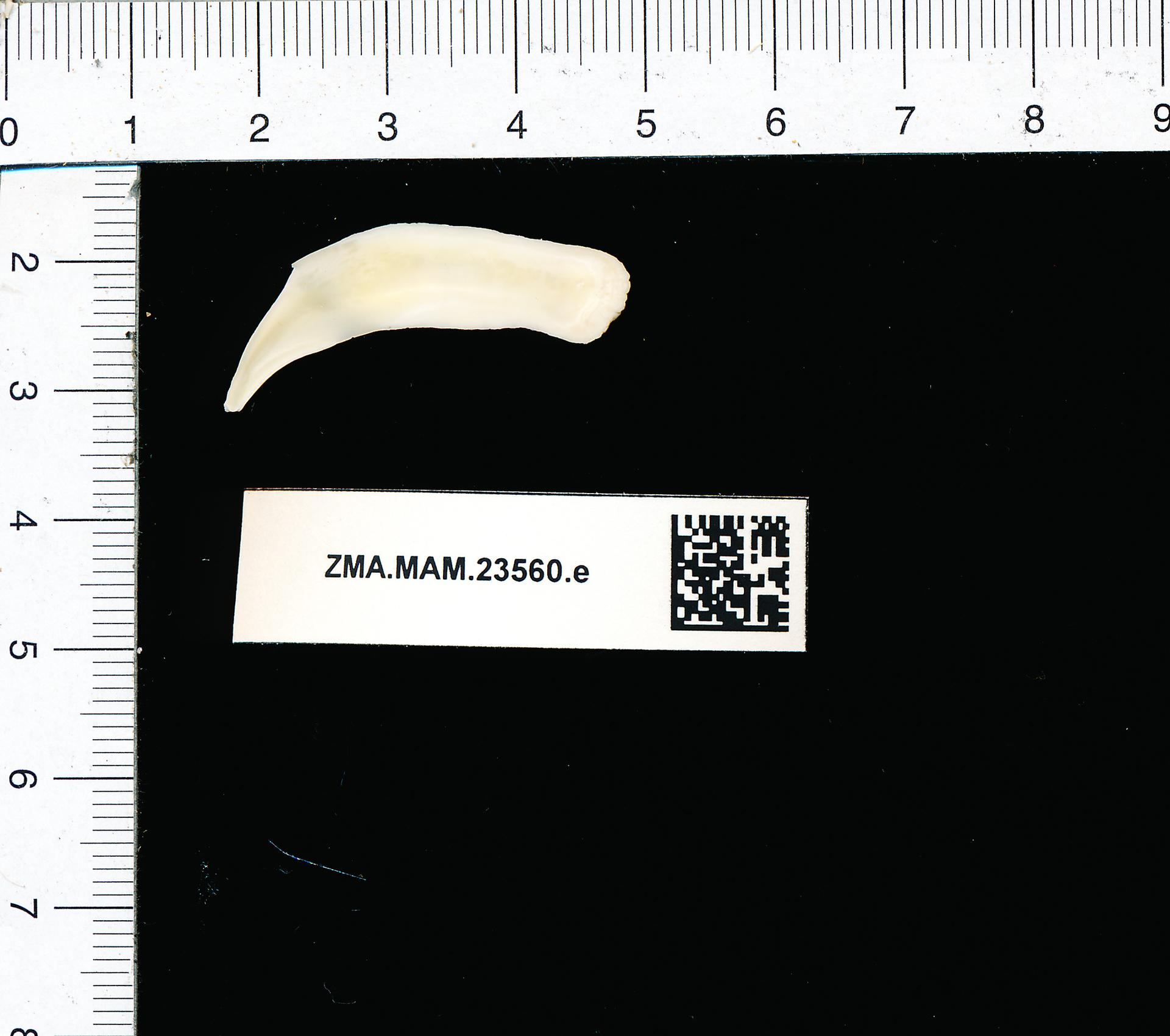
Dent.
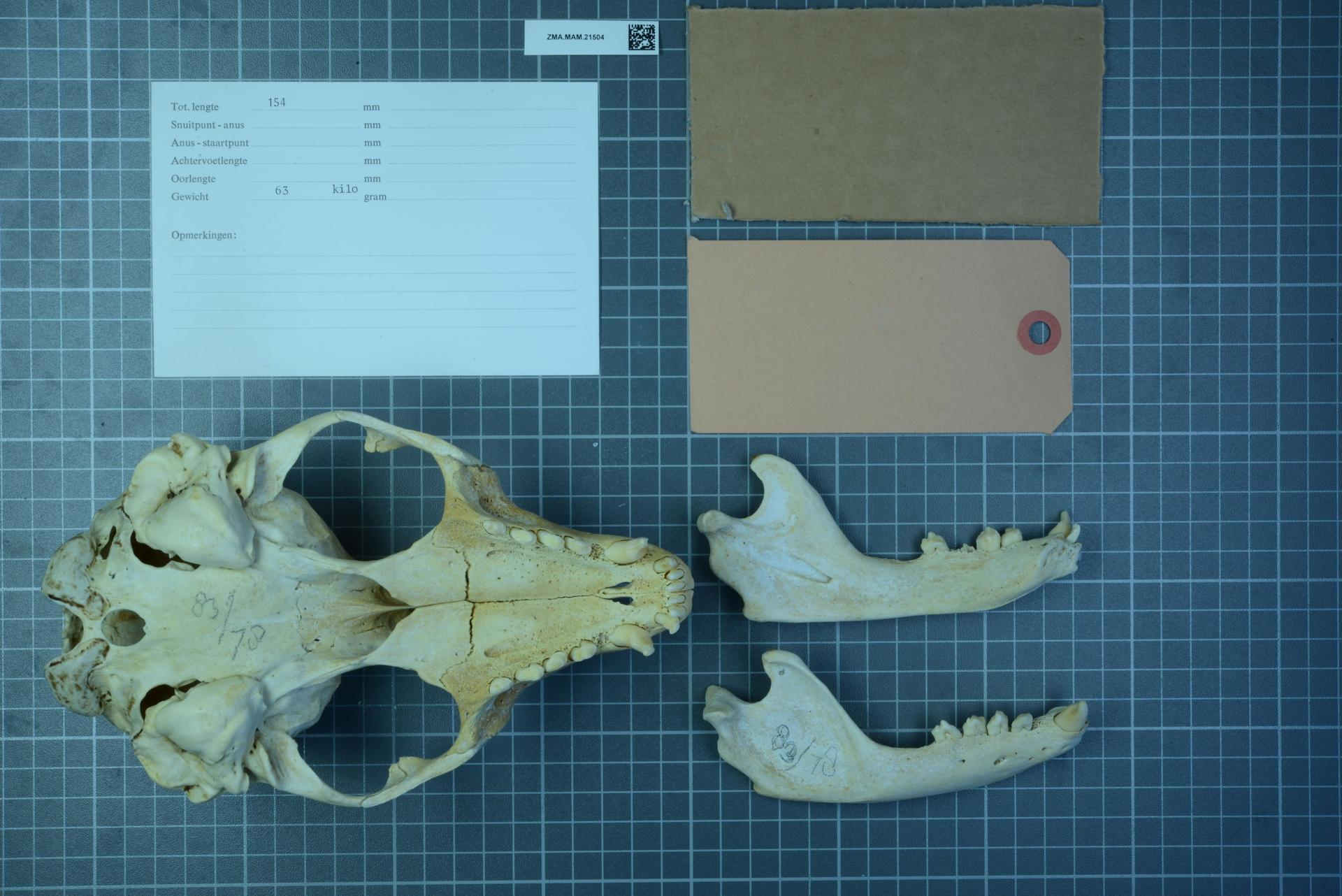
Crâne.